# 천회 (십국)
천회(天會, 957년 ~ 974년 1월)는 북한(北漢) 예종(睿宗) 유균(劉鈞)의 연호이다. 17년 가량 사용하였다. 소주(少主)와 영무제(英武帝)가 이어서 사용하였으며, 광운으로 개원할 때까지 사용하였다.

## 개원
- 후한(後漢) 건우(乾祐) 10년 1월 1일[1](957년 2월 3일)에 연호를 천회(天會)로 개원함.[2][3][4]

- 천회(天會) 17년(974년) 1월에 연호를 광운(廣運)으로 개원함.[5][6][4]

## 연대 대조표
| 천회       | 원년            | 2년                                  | 3년                  | 4년             | 5년        | 6년        | 7년                 | 8년        | 9년        | 10년       |
| 서기(西紀) | 957년           | 958년                                | 959년                | 960년           | 961년      | 962년      | 963년               | 964년      | 965년      | 966년      |
| 간지(干支) | 정사(丁巳)      | 무오(戊午)                           | 기미(己未)           | 경신(庚申)      | 신유(辛酉) | 임술(壬戌) | 계해(癸亥)          | 갑자(甲子) | 을축(乙丑) | 병인(丙寅) |
| 후주(後周) | 현덕(顯德) 4년  | 5년                                  | 6년                  | 7년             | -          | -          | -                   | -          | -          | -          |
| 북송(北宋) | -               | -                                    | -                    | 건륭(建隆) 원년 | 2년        | 3년        | 4년 건덕(乾德) 원년 | 2년        | 3년        | 4년        |
| 요(遼)     | 응력(應曆) 7년  | 8년                                  | 9년                  | 10년            | 11년       | 12년       | 13년                | 14년       | 15년       | 16년       |
| 남한(南漢) | 건화(乾和) 15년 | 16년 대보(大寶) 원년                 | 2년                  | 3년             | 4년        | 5년        | 6년                 | 7년        | 8년        | 9년        |
| 후촉(後蜀) | 광정(廣政) 20년 | 21년                                 | 22년                 | 23년            | 24년       | 25년       | 26년                | 27년       | 28년       | -          |
| 남당(南唐) | 보대(保大) 15년 | 16년 중흥(中興) 원년 교태(交泰) 원년 | -                    | -               | -          | -          | -                   | -          | -          | -          |
| 천회       | 11년            | 12년                                 | 13년                 | 14년            | 15년       | 16년       | 17년                | 18년       |            |            |
| 서기(西紀) | 967년           | 968년                                | 969년                | 970년           | 971년      | 972년      | 973년               | 974년      |            |            |
| 간지(干支) | 정묘(丁卯)      | 무진(戊辰)                           | 기사(己巳)           | 경오(庚午)      | 신미(辛未) | 임신(壬申) | 계유(癸酉)          | 갑술(甲戌) |            |            |
| 북송(北宋) | 건덕(乾德) 5년  | 6년 개보(開寶) 원년                  | 2년                  | 3년             | 4년        | 5년        | 6년                 | 7년        |            |            |
| 요(遼)     | 응력(應曆) 17년 | 18년                                 | 19년 보녕(保寧) 원년 | 2년             | 3년        | 4년        | 5년                 | 6년        |            |            |
| 남한(南漢) | 대보(大寶) 10년 | 11년                                 | 12년                 | 13년            | 14년       | -          | -                   | -          |            |            |

## 참고 자료
- 다른 왕조의 같은 연호
  - 금(金) 천회(天會, 1123년 ~ 1137년)

- 중국의 연호 목록